# 1989 في المكسيك
فيما يلي قوائم الأحداث التي وقعت خلال عام 1989 في المكسيك.

## برامج ومسلسلات وأنمي
- ماريا وبس

## مواليد

### يناير
- 8 يناير – فرناندو كاستانييدا ملاكم مكسيكي.
- 10 يناير – زوريا فيغا فنانة إسبانية.
- 11 يناير – ألفارو روبلز ملاكم مكسيكي.

### مارس
- 1 مارس – كارلوس فيلا لاعب كرة قدم مكسيكي.
- 18 مارس – أوسبالدو ألانيس لاعب كرة قدم مكسيكي.

### أبريل
- 3 أبريل – كارلوس فيليبي رودريغيز لاعب كرة قدم مكسيكي.

### مايو
- 11 مايو – جيوفاني دوس سانتوس لاعب كرة قدم مكسيكي.
- 28 مايو – ديفيد دي لا مورا ملاكم مكسيكي.

### يوليو
- 15 يوليو – خوان خوسيه مونتيس ملاكم مكسيكي.
- 21 يوليو – ماركو فابيان لاعب كرة قدم مكسيكي.

### أغسطس
- 22 أغسطس – خوسيه بينزون ملاكم مكسيكي.

### سبتمبر
- 1 سبتمبر – أندي رويز ملاكم مكسيكي.
- 18 سبتمبر – دانيال روساس ملاكم مكسيكي.
- 26 سبتمبر – خوسيه ألفريدو رودريغيس ملاكم مكسيكي.

### أكتوبر
- 4 أكتوبر – بابلو سيزار كانو ملاكم مكسيكي.
- 24 أكتوبر – كارمن أوب ممثلة مكسيكية.

### نوفمبر
- 18 نوفمبر – ماهونري مونتيس ملاكم مكسيكي.

### ديسمبر
- 23 ديسمبر – بريان سانشيز ملاكم مكسيكي.

## وفيات

### فبراير
- 20 فبراير – مانويل روساس (مواليد 1912) لاعب كرة قدم مكسيكي.

### أكتوبر
- 30 أكتوبر – بيدرو فارغاس (مواليد 1906)